# Dirka po Španiji 1982
Dirka po Španiji 1982 (špansko Vuelta a España 1982) je 37. izvedba dirke po Španiji, tritedenske moške cestne kolesarske etapne dirke. Začela se je 20. aprila v Santiagu de Compostela in končala 9. maja v Madridu. Sodelovalo je 100 kolesarjev iz 10-ih ekip. Rumeno majico je prvič osvojil Marino Lejarreta (Teka), drugo mesto Michel Pollentier (Safir–Marc), tretje pa Sven-Åke Nilsson (Wolber–Spidel). Modro majico je osvojil Stefan Mutter (Puch–Eorotex–Campagnolo), zeleno majico pa José Luis Laguía (Reynolds). Prvotno je bil zmagovalec Ángel Arroyo, toda zaradi dopinga je prejel desetminutni časovni pribitek.

## Ekipe
- Hueso
- Kelme–Merckx
- Puch–Eorotex–Campagnolo
- Reynolds
- Safir–Marc
- Splendor–Wickes Bouwmarkt
- Teka
- Van de Ven-Moser
- Wolber–Spidel
- Zor–Helios–Gemeaz Cusin

## Etape
| Etapa | Datum     | Štart/Cilj                                                                      | Razdalja | Tip     | Tip                  | Zmagovalec                     |
| ----- | --------- | ------------------------------------------------------------------------------- | -------- | ------- | -------------------- | ------------------------------ |
| P     | 20. april | Santiago de Compostela – Santiago de Compostela                                 | 6,7 km   |         | posamični kronometer | Marc Gomez (FRA)               |
| 1a    | 21. april | Santiago de Compostela – La Coruña                                              | 97 km    |         |                      | Eddy Planckaert (BEL)          |
| 1b    | 21. april | La Coruña – Lugo                                                                | 97 km    |         |                      | Eddy Planckaert (BEL)          |
| 2     | 22. april | Lugo – Gijón                                                                    | 240 km   |         |                      | Eddy Planckaert (BEL)          |
| 3     | 23. april | Gijón – Santander                                                               | 208 km   |         |                      | Eddy Planckaert (BEL)          |
| 4     | 24. april | Santander – Reinosa                                                             | 196 km   |         |                      | Antonio Coll (ESP)             |
| 5     | 25. april | Reinosa – Logroño                                                               | 230 km   |         |                      | Ángel Camarillo (ESP)          |
| 6     | 26. april | Logroño – Zaragoza                                                              | 190 km   |         |                      | José Luis Laguía (ESP)         |
| 7     | 27. april | Zaragoza – Sabiñánigo                                                           | 146 km   |         |                      | Enrique Martínez Heredia (ESP) |
| 8     | 28. april | Sabiñánigo – Lleida                                                             | 216 km   |         |                      | Jesús Hernández Úbeda (ESP)    |
| 9     | 29. april | Artesa de Segre – Puigcerdà                                                     | 182 km   |         |                      | José Luis Laguía (ESP)         |
| 10    | 30. april | Puigcerdà – Sant Quirze del Vallès                                              | 181 km   |         |                      | Sven-Åke Nilsson (SWE)         |
| 11    | 1. maj    | Sant Quirze del Vallès – Barcelona                                              | 143 km   |         |                      | José Luis Laguía (ESP)         |
| 12    | 2. maj    | Salou – Nules                                                                   | 200 km   |         |                      | Eddy Planckaert (BEL)          |
| 13    | 3. maj    | Nules – Antella                                                                 | 195 km   |         |                      | José Recio (ESP)               |
| 14    | 4. maj    | Antella – Albacete                                                              | 153 km   |         |                      | Dominique Arnaud (FRA)         |
| 15a   | 5. maj    | Albacete – Tomelloso                                                            | 119 km   |         |                      | Eddy Vanhaerens (BEL)          |
| 15b   | 5. maj    | Tomelloso – Campo de Criptana                                                   | 35 km    |         | posamični kronometer | Ángel Arroyo (ESP)             |
| 16    | 6. maj    | Campo de Criptana – San Fernando de Henares                                     | 176 km   |         |                      | Willy Sprangers (BEL)          |
| 17    | 7. maj    | San Fernando de Henares – Navacerrada                                           | 178 km   |         |                      | Marino Lejarreta (ESP)         |
| 18    | 8. maj    | Palazuelos de Eresma (Destilerías DYC) – Palazuelos de Eresma (Destilerías DYC) | 184 km   |         |                      | Juan Fernández (ESP)           |
| 19    | 9. maj    | Madrid – Madrid                                                                 | 84 km    |         |                      | Eddy Vanhaerens (BEL)          |
|       | Skupaj    | Skupaj                                                                          | 3456 km  | 3456 km | 3456 km              | 3456 km                        |

## Končna razvrstitev
| Legenda | Legenda                                    | Legenda | Legenda                         |
| ------- | ------------------------------------------ | ------- | ------------------------------- |
|         | Predstavlja vodilnega v skupnem seštevku   |         | Predstavlja vodilnega po točkah |
|         | Predstavlja vodilnega v gorski razvrstitvi |         |                                 |

### Rumena majica
| Poz. | Kolesar                    | Ekipa                     | Čas         |
| ---- | -------------------------- | ------------------------- | ----------- |
| 1    | Marino Lejarreta           | Teka                      | 95h 47' 23" |
| 2    | Michel Pollentier          | Safir–Marc                | + 18"       |
| 3    | Sven-Åke Nilsson           | Wolber–Spidel             | + 1' 17"    |
| 4    | Faustino Ruperez Rincon    | Zor–Helios–Gemeaz Cusin   | + 2' 14"    |
| 5    | José Luis Laguía           | Reynolds                  | + 2' 37"    |
| 6    | Pierre-Raymond Villemiane  | Wolber–Spidel             | + 2' 43"    |
| 7    | Stefan Mutter              | Puch–Eorotex–Campagnolo   | + 4' 18"    |
| 8    | Jaime Vilamajo Ipiens      | Kelme–Merckx              | + 4' 19s    |
| 9    | Marc Durant                | Wolber–Spidel             | + 5' 10"    |
| 10   | Álvaro Pino                | Zor–Helios–Gemeaz Cusin   | + 5' 53"    |
| 11   | Enrique Martinez Heredia   | Kelme–Merckx              |             |
| 12   | Celestino Prieto Rodriquez | Kelme–Merckx              |             |
| 13   | Ángel Arroyo               | Reynolds                  |             |
| 14   | Eduardo Chozas             | Zor–Helios–Gemeaz Cusin   |             |
| 15   | Alberto Fernandez          | Teka                      |             |
| 16   | Paul Wellens               | Splendor–Wickes Bouwmarkt |             |
| 17   | Bernardo Alfonsel Lopez    | Teka                      |             |
| 18   | Vicente Belda              | Kelme–Merckx              |             |
| 19   | Ismael Lejarreta           | Teka                      |             |
| 20   | Juan Fernández             | Kelme–Merckx              |             |
| 21   | Jo Maas                    | Splendor–Wickes Bouwmarkt |             |
| 22   | Dominique Arnaud           | Wolber–Spidel             |             |
| 23   | Luis-Vicente Otin          | Hueso                     |             |
| 24   | Benny Van Brabant          | Splendor–Wickes Bouwmarkt |             |
| 25   | Pedro Munoz Rodriguez      | Zor–Helios–Gemeaz Cusin   |             |